# São Sebastião do Tocantins
São Sebastião do Tocantins é um município brasileiro do estado do Tocantins. Localiza-se a uma latitude 05º15'26" sul e a uma longitude 48º12'00" oeste, estando a uma altitude de 105 metros. Sua população estimada em 2004 era de 4 190 habitantes.
Possui uma área de 288,561 km².
É o município mais setentrional do Tocantins, juntamente com Esperantina. Os habitantes se chamam sansebastianense. A cidade é vizinha dos municípios de Buriti do Tocantins, Vila Nova dos Martírios, Carrasco Bonito, São Sebastião do Tocantins e está situada à 44 km a Noroeste de Araguatins a maior cidade nos arredores.
Há na cidade duas escolas de ensino fundamental, uma estadual: Escola Estadual Dr. Pedro Ludovico Teixeira; e uma municipal: Escola Municipal Leticia Carneiro de Souza. Há tambem um Colégio, Colégio Estadual Irio Oliveira Souza, uma creche, Creche Sagrado Coração de Jesus. 